# Thittacheri
Thittacheri é uma panchayat (vila) no distrito de Nagapattinam, no estado indiano de Tamil Nadu.

## Demografia
Segundo o censo de 2001,  Thittacheri  tinha uma população de 8484 habitantes. Os indivíduos do sexo masculino constituem 49% da população e os do sexo feminino 51%. Thittacheri tem uma taxa de literacia de 77%, superior à média nacional de 59.5%: a literacia no sexo masculino é de 82% e no sexo feminino é de 71%. Em Thittacheri, 11% da população está abaixo dos 6 anos de idade.